# Lema indicola
Lema indicola là một loài bọ cánh cứng trong họ Chrysomelidae. Loài này được Takizawa & Basu miêu tả khoa học năm 1987.